# پرده (فیلم)
پرده یا پرده بسته (به انگلیسی: Closed Curtain) فیلمی از جعفر پناهی و کامبوزیا پرتوی که با دوربین شخصی پناهی و در ویلایی در شمال ایران در سال ۲۰۱۲ ساخته‌شده‌است. این فیلم در بخش مسابقه جشنوارهٔ فیلم برلین حضور داشت و برنده خرس نقره‌ای برای بهترین فیلم‌نامه شد.

## داستان فیلم
این فیلم داستان مردی است که پس از درگیری با مأمورانی که جفت سگ او را کشتند سگ خود را در ساک دستی‌اش پنهان می‌کند. و به همراه سگش به ویلایی در شمال می‌رود و پرده‌های خانه‌اش را می‌کشد. و با وارد شدن شخصیت های دیگر اتفاقات عجیبی می‌ افتد.

## حواشی
پس انتخاب فیلم برای بخش مسابقه در جشنواره برلین، مدیران جشنواره درخواست اجازهٔ سفر پناهی به آلمان را کردند که پاسخی از طرف ایران داده‌نشد. پس از آن دولت آلمان هم به‌طور رسمی تقاضای اجازهٔ سفر وی را به آلمان کرد که به این درخواست نیز پاسخی داده نشد. در نهایت پرتوی و مقدم در جشنواره شرکت کردند و کامبوزیا پرتوی جایزه بهترین فیلم‌نامه را دریافت کرد.
پس از بازگشت کامبوزیا پرتوی و مریم مقدم از جشنواره فیلم برلین، گذرنامه این دو، در فرودگاه امام خمینی تهران توقیف شد.

## از نگاه دیگران
- علی معلم: به نظر من «پرده بسته» یک فیلم شخصی و به‌نوعی حدیث نفس کارگردانانش است که اتفاقا چندان در جشنواره مورد توجه مخاطبان قرار نگرفت. به نظر می‌رسد اعطای جایزه خرس نقره‌ای به این فیلم بیشتر مثل نوعی حس همیاری و همدردی از سوی مسئولان جشنواره «برلین» با پناهی بوده است.[۹]

- جواد شمقدری[۱۰] و باشگاه خبرنگاران جوان[۱۱] از اهدای جایزه خرس نقره‌ای به جعفر پناهی برای فیلمنامه «پرده» انتقاد کردند.